# Kejlsø
Kejlsø är en ö i Danmark.   Den ligger i Region Själland, i den sydöstra delen av landet.
Öns högsta punkt är 2 meter över havet. På Kejlsø växer i huvudsak blandskog.